# Rogatien Louis Olivier de Sesmaisons
Pour les autres membres de la famille, voir Famille de Sesmaisons.

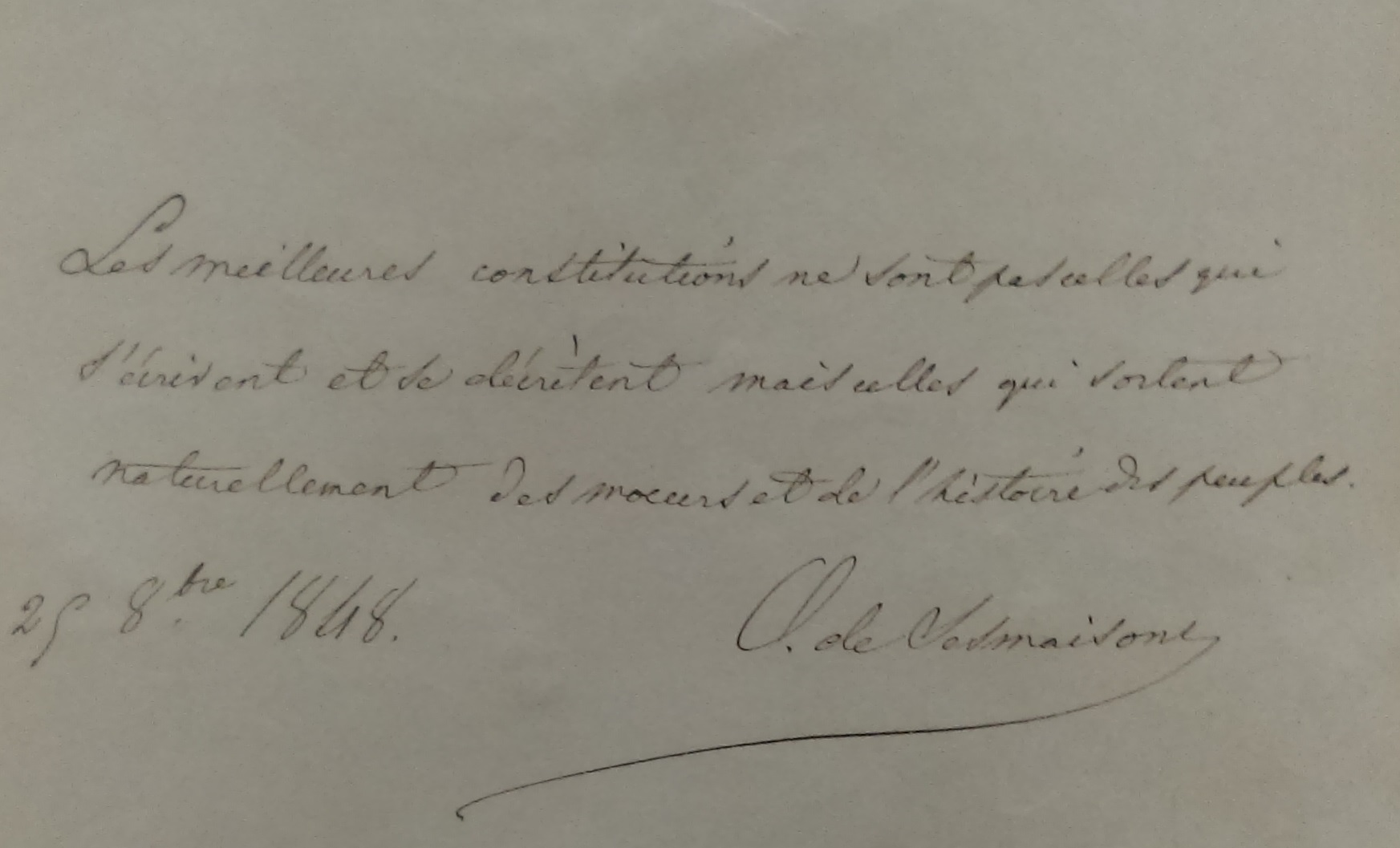
Les meilleures constitutions ne sont pas celles qui s'écrivent et se décrètent mais celles qui sortent naturellement des mœurs et de l'histoire des peuples.

Rogatien Louis Olivier, comte de Sesmaisons (24 février 1807, Paris - 14 février 1874, château de la Desnerie) est un militaire et homme politique français.

## Biographie
D'une vieille famille bretonne, fils du général Rogatien de Sesmaisons, neveu du comte Humbert de Sesmaisons et petit-fils de Louis-Alphonse Savary de Lancosme, Rogatien Louis Olivier de Sesmaisons entre à l'École militaire de Saint-Cyr en 1824, à l'École d'état-major en 1826, fut nommé lieutenant au 5e hussards en 1828, prit part au siège d'Alger et donna sa démission en 1830 pour ne pas prêter serment à Louis-Philippe. 
Retiré dans ses propriétés, il s'occupa d'agriculture, fut élu membre du conseil général de la Loire-Inférieure, et devint un des chefs du parti légitimiste dans ce département. Le 23 avril 1848, il fut élu représentant de la Loire-Inférieure à l'Assemblée Constituante. Il prit place à droite, fit partie du comité de la marine, et vota constamment avec le groupe des royalistes purs, contre le rétablissement du cautionnement, pour les poursuites contre Louis Blanc et Caussidière, contre le maintien de l'état de siège, contre l'incompatibilité des fonctions, contre l'amendement Grévy, pour la sanction de la Constitution par le peuple, contre le droit au travail, contre l'ensemble de la Constitution. Il s'abstint volontairement dans le scrutin sur l'ordre du jour en l'honneur de Cavaignac, et se prononça encore pour la réduction de l'impôt du sel, pour la proposition Rateau, contre l'amnistie, pour l'interdiction des clubs, pour les crédits de l'expédition de Rome. 
Réélu, le 18 mai 1849, représentant du même département à l'Assemblée législative, le 1er sur 11, il fit partie de la majorité conservatrice, appuya l'expédition de Rome, la loi sur l'enseignement et les restrictions apportées au suffrage universel, et ne se rallia point à la politique particulière de Louis-Napoléon Bonaparte. Il protesta contre le coup d'État du 2 décembre 1851, fut enfermé quelques jours à Vincennes et rentra dans la vie privée. 
Candidat au Corps législatif le « 29 [sic] février 1859 », dans la 2e circonscription de la Loire-Inférieure, il échoua. Le 8 février 1871, il échoua une nouvelle fois. Réélu conseiller général en octobre 1871, président du conseil général l'année suivante, il siégea à l'assemblée départementale jusqu'à sa mort.
Gendre du comte Hippolyte Terray de Rozières, il est le père des généraux Rogatien et Jean de Sesmaisons.

## Sources
- « Rogatien Louis Olivier de Sesmaisons », dans Adolphe Robert et Gaston Cougny, Dictionnaire des parlementaires français, Edgar Bourloton, 1889-1891 [détail de l’édition]
- Émilien Maillard, Nantes et le département au XIXe siècle : littérateurs, savants, musiciens, & hommes distingués, 1891.